# Lista över läroverk och realskolor i Sverige
Denna lista över läroverk och realskolor i Sverige tar upp de skolor som under perioden 1862–1973 examinerade för realexamen (realskoleexamen 1905–1928) och, eller, fram till 1968 studentexamen.

## Listans uppbyggnad
Listan utgår från skolor enligt statskalendern 1964. Där ingår statliga, kommunala, enskilda och privata skolor. Exkluderade är praktiska realskolor, handelsgymnasier och tekniska gymnasier samt flickskolor som inte hade examensrätt. Till listan enligt 1964 har sedan tillförts skolor som återfinns i äldre statskalendrarna som finns tillgängliga via nätet genom Projekt Runeberg. Slutligen har tillförts några få gymnasier som tillkommit efter 1964 och examinerade för studentexamen och som saknat föregångare.
För kolumnerna för år för examen och kolumnen Anmärkningar har som källa primärt använts Riksarkivet, och för Stockholms skolor Stockholms stadsarkivs skolregister . Arkivstatus har dock varit bristande i många fall och diverse källor har då använts. Osäkerheten har främst avsett årtal och har markerats med ett ?-tecken där det är en osäkerhet på något år, medan två indikerar större osäkerhet.
| Skolnamn 1964                                                                   | Plats               | Kommun 2016           | Län 1964                | Studentexamen | Studentexamen | Realexamen | Realexamen | Anmärkningar |
| Skolnamn 1964                                                                   | Plats               | Kommun 2016           | Län 1964                | Från          | Till          | Från       | Till       | Anmärkningar |
| ------------------------------------------------------------------------------- | ------------------- | --------------------- | ----------------------- | ------------- | ------------- | ---------- | ---------- | --- |
| Alingsås högre allmänna läroverk                                                | Alingsås            | Alingsås              | Älvsborgs län           | 1952          | 1968          | 1909       | 1968       | var samrealskola till 1956, med kommunalt gymnasium från 1949                                                                  |
| Alvesta samrealskola                                                            | Alvesta             | Alvesta               | Kronobergs län          |               |               | 1927       | 1965       | Kommunal mellanskola 1927–1943                                                                                                 |
| Anderslövs samrealskola                                                         | Anderslöv           | Trelleborg            | Malmöhus län            |               |               | 1919       | 1971       | Kommunal mellanskola 1919–1931                                                                                                 |
| Arboga samrealskola                                                             | Arboga              | Arboga                | Västmanlands län        |               |               | 1907       | 1963       | samskola till 1928 |
| Arjeplogs kommunala realskola                                                   | Arjeplog            | Arjeplog              | Norrbottens län         |               |               | 1953       | 1967       | |
| Arvidsjaurs samrealskola                                                        | Arvidsjaur          | Arvidsjaur            | Norrbottens län         |               |               | 1940       | 1965       | Kommunal mellanskola 1940–1943                                                                                                 |
| Arvika högre allmänna läroverk                                                  | Arvika              | Arvika                | Värmlands län           | 1939          | 1968          | 1907       | 1966       | före 1936 (sam)realskola |
| Askersunds samrealskola                                                         | Askersund           | Askersund             | Örebro län              |               |               | 1907       | 1967       | Samskola till 1928 |
| Avesta högre allmänna läroverk                                                  | Avesta              | Avesta                | Kopparbergs län         | 1954 ?        | 1968          | 1914 ?     | 1969 ?     | kommunal mellanskola 1911–1928. samrealskola 1929–1959, med kommunalt gymnasium från 1948                                      |
| Backe kommunala realskola                                                       | Backe               | Strömsund             | Västernorrlands län     |               |               | 1952       | 1969       | kommunal mellanskola 1 januari-1 juli 1952                                                                                     |
| Bandhagens läroverk                                                             | Bandhagen           | Stockholm             | Stockholms län          | 1962          | 1968          |            |            | Kommunalt gymnasium |
| Bengtsfors samrealskola                                                         | Bengtsfors          | Bengtsfors            | Älvsborgs län           |               |               | 1943 ?     | 1972       | kommunal mellanskola 1939-1947                                                                                                 |
| Bergs kommunala realskola                                                       | Svenstavik          | Berg                  | Jämtlands län           |               |               | 1954       | 1964       | kommunal mellanskola 1950-1952                                                                                                 |
| Beskowska skolan                                                                | Stockholm           | Stockholm             | Stockholms län          | 1878          | 1968 ?        | 1907       | 1965       | privat |
| Bjurholms kommunala realskola                                                   | Bjurholm            | Bjurholm              | Västerbottens län       |               |               | 1955       | 1967       | kommunal mellanskola 1951-1952[4]                                                                                              |
| Blackebergs högre allmänna läroverk                                             | Blackeberg          | Stockholm             | Stockholms län          | 1957          | 1968          | 1954       | 1964       | var samrealskola 1949–1962, med kommunalt gymnasium från 1953                                                                  |
| Bodens högre allmänna läroverk                                                  | Boden               | Boden                 | Norrbottens län         | 1945          | 1968          | 1918       | 1964 ?     | 1916–1930 kommunal mellanskola, 1927–1947 samrealskola med gymnasium från 1942                                                 |
| Bolidens kommunala realskola                                                    | Boliden             | Skellefteå            | Västerbottens län       |               |               | 1951       | 1963       | kommunal mellanskola 1951-1952[4]                                                                                              |
| Bollnäs högre allmänna läroverk                                                 | Bollnäs             | Bollnäs               | Gävleborgs län          | 1951          | 1968          | 1923       | 1968 ?     | före 1954 samrealskola, kommunal mellanskola 1926–1928/1931                                                                    |
| Borgholms samrealskola                                                          | Borgholm            | Borgholm              | Kalmar län              |               |               | 1919       | 1970       | |
| Borlänge högre allmänna läroverk                                                | Borlänge            | Borlänge              | Kopparbergs län         | 1951          | 1968          | 1915       | 1966       | Kommunal mellanskola före 1929,var samrealskola till 1955 med kommunalt gymnasium från 1948, blev 1968 Hagagymnasiet           |
| Borås högre allmänna läroverk                                                   | Borås               | Borås                 | Älvsborgs län           | 1912          | 1968          | 1907       | 1967       | var före 1908 realskola |
| Borås kommunala samskola                                                        | Borås               | Borås                 | Älvsborgs län           |               |               | 1956       | 1968       | var före 1962 flickskola och högre läroverk för flickor                                                                        |
| Broby kommunala realskola                                                       | Broby               | Östra Göinge          | Kristianstads län       |               |               | 1952       | 1972/1973  | Kommunal mellanskola 1950-1952[4]                                                                                              |
| Bromma högre allmänna läroverk                                                  | Bromma              | Stockholm             | Stockholms län          | 1938          | 1968          | 1938       | 1964       | |
| Bräcke samrealskola                                                             | Bräcke              | Bräcke                | Jämtlands län           |               |               | 1947       | 1964       | Kommunal mellanskola 1935–1944                                                                                                 |
| Brännkyrka högre allmänna läroverk                                              | Midsommarkransen    | Stockholm             | Stockholms län          | 1955          | 1968          | 1951       | 1961       | var samrealskola 1948–1958 (med kommunalt gymnasium från 1952)                                                                 |
| Bureå kommunala realskola                                                       | Bureå               | Skellefteå            | Västerbottens län       |               |               | 1951       | 1963       | kommunal mellanskola 1951-1952[4]                                                                                              |
| Burgårdens samrealskola med kommunalt gymnasium                                 | Göteborg            | Göteborg              | Göteborgs och Bohus län | 1963          | 1968          | 1926       | 1966       | Kommunal mellanskola 1924–1948 med kommunalt gymnasium från 1960                                                               |
| Burträsks kommunala realskola                                                   | Burträsk            | Skellefteå            | Västerbottens län       |               |               | 1951 ?     | 1969       | kommunal mellanskola 1951-1952[4]                                                                                              |
| Byske kommunala realskola                                                       | Byske               | Skellefteå            | Västerbottens län       |               |               | 1961 ?     | 1968       | fanns 1961[5] |
| Båstads samrealskola                                                            | Båstad              | Båstad                | Kristianstads län       |               |               | 1944       | 1971       | Kommunal mellanskola 1943–1948                                                                                                 |
| Dals-Eds kommunala realskola                                                    | Ed                  | Dals-Ed               | Älvsborgs län           |               |               | 1951 ?     | 1972       | fanns 1951[4] |
| Degerfors kommunala realskola                                                   | Degerfors           | Degerfors             | Örebro län              |               |               | 1951 ?     | 1970       | fanns 1951[4] |
| Detthowska skolan                                                               | Stockholm           | Stockholm             | Stockholms län          |               |               | 1910 ?     | 1926       | privat |
| Djursholms samskola                                                             | Djursholm           | Danderyd              | Stockholms län          | 1907          | 1968          |            |            | privat, senare kommunal |
| Dorotea kommunala realskola                                                     | Dorotea             | Dorotea               | Västerbottens län       |               |               | 1953 ?     | 1964 ?     | kommunal mellanskola 1948-1952[6]                                                                                              |
| Edsbyns kommunala realskola                                                     | Edsbyn              | Ovanåker              | Gävleborgs län          |               |               | 1953 ?     | 1965 ?     | fanns 1947 som kommunal mellanskola[6]                                                                                         |
| Eksjö högre allmänna läroverk                                                   | Eksjö               | Eksjö                 | Jönköpings län          | 1919          | 1968          | 1907       | 1970 ?     | var före 1928/1932 realskola med kommunalt gymnasium (1913)                                                                    |
| Emmaboda samrealskola                                                           | Emmaboda            | Emmaboda              | Kalmar län              |               |               | 1934       | 1965       | kommunal mellanskola före 1949                                                                                                 |
| Enköpings högre allmänna läroverk                                               | Enköping            | Enköping              | Uppsala län             | 1952 ?        | 1968          | 1907       | 1963       | var före 1955 realskola (sam- från 1928) med kommunalt gymnasium från 1949                                                     |
| Enskede högre allmänna läroverk                                                 | Johanneshov         | Stockholm             | Stockholms län          | 1951          | 1968          | 1946       | 1962       | var samrealskola (1950) |
| Enskilda gymnasiet                                                              | Stockholm           | Stockholm             | Stockholms län          | 1914 ?        | 1968          | 1914 ?     | 1969 ?     | privat |
| Eskilstuna högre allmänna läroverk                                              | Eskilstuna          | Eskilstuna            | Södermanlands län       | 1915          | 1968          | 1907       | 1969       | var realskola till 1927, med kommunalt gymnasium åtminstone 1913                                                               |
| Eslövs högre allmänna läroverk                                                  | Eslöv               | Eslöv                 | Malmöhus län            | 1916          | 1968          | 1908       | 1970 ?     | var realskola från 1907, Eslövs Högre samskola, med kommunalt gymnasium 1910–1937                                              |
| Fagersta högre allmänna läroverk                                                | Fagersta            | Fagersta              | Västmanlands län        | 1957          | 1968          | 1930 ?     | 1964       | kommunal mellanskola 1922–1948, samrealskola 1945–1959 med kommunalt gymnasium från 1954                                       |
| Falkenbergs samrealskola och kommunala gymnasium                                | Falkenberg          | Falkenberg            | Hallands län            | 1962          | 1968          | 1908       | 1970       | Med kommunalt gymnasium från 1959, kommunal mellanskola 1918–1928                                                              |
| Falköpings högre allmänna läroverk                                              | Falköping           | Falköping             | Skaraborgs län          | 1951          | 1968          | 1909       | 196x ?     | var samskola från 1904 och samrealskola från cirka 1828 till slutet av 1950-talet, med kommunalt gymnasium från 1948           |
| Falu högre allmänna läroverk                                                    | Falun               | Falu kommun           | Kopparbergs län         | 1865          | 1968          | 1907       | 1965       | Falu elementarläroverk (1849 – 1878)                                                                                           |
| Farsta läroverk                                                                 | Farsta              | Stockholm             | Stockholms län          | 1966          | 1968          |            |            | 1962–1964 S:t Görans samrealskola och Farsta läroverk                                                                          |
| Filipstads högre allmänna läroverk                                              | Filipstad           | Filipstad             | Värmlands län           | 1950          | 1968          | 1910       | 1964       | Samskola 1906–1928, samrealskola 1928–1956, med kommunalt gymnasium från 1947                                                  |
| Finspångs samrealskola och kommunala gymnasium                                  | Finspång            | Finspång              | Östergötlands län       | 1962          | 1968          | 1931       | 1969 ?     | Med kommunalt gymnasium från 1959                                                                                              |
| Fjellstedtska skolan                                                            | Uppsala             | Uppsala               | Uppsala län             | 1882 ?        | 1969          | 1907 ?     | 1966       | privat |
| Flens samrealskola                                                              | Flen                | Flen                  | Södermanlands län       |               |               | 1939       | 1970       | kommunal mellanskola 1939-1949                                                                                                 |
| Fryxellska skolan                                                               | Västerås            | Västerås              | Västmanlands län        | 1965          | 1968          | 1951       | 1961       | kommunal flickskola före 1958                                                                                                  |
| Färgelanda kommunala realskola                                                  | Färgelanda          | Färgelanda            | Älvsborgs län           |               |               | 1954 ?     | 1971 ?     | fanns 1953[4] |
| Försvarets läroverk                                                             | Uppsala             | Uppsala               | Upplands län            | 1944          | 1968          | 1927       | 1971       | |
| Gammelstads kommunala realskola                                                 | Gammelstad(en)      | Luleå                 | Norrbottens län         |               |               | 1961 ?     | 1968 ?     | fanns 1957[5]- |
| Gislaveds samrealskola och kommunala gymnasium                                  | Gislaved            | Gislaved              | Jönköpings län          | 1965          | 1968          | 1943       | 1971       | samrealskola från 1943, med kommunalt gymnasium från 1962. Kommunal mellanskola före dess                                      |
| Gnesta samrealskola                                                             | Gnesta              | Gnesta                | Södermanlands län       |               |               | 1924 ?     | 1971       | kommunal mellanskola 1923-1959                                                                                                 |
| Gnosjö kommunala realskola                                                      | Gnosjö              | Gnosjö                | Jönköpings län          |               |               | 1962       | 1972       | var kommunal realskola från 1958[5]                                                                                            |
| Grennaskolan                                                                    | Gränna              | Jönköping             | Jönköpings län          | 1965          | 1968          |            |            | privat |
| Grängesbergs samrealskola                                                       | Grängesberg         | Ludvika               | Kopparbergs län         |               |               | 1946       | 1970 ?     | kommunal mellanskola 1942-1948                                                                                                 |
| Gränna kommunala realskola                                                      | Gränna              | Jönköpings kommun     | Jönköpings län          |               |               | 1951 ?     | 1970       | Kommunal mellanskola 1950-1952[4]                                                                                              |
| Grästorps kommunala realskola                                                   | Grästorp            | Grästorp              | Skaraborgs län          |               |               | 1953 ?     | 1967       | |
| Gubbängens högre allmänna läroverk                                              | Gubbängen           | Stockholm             | Stockholms län          | 1957          | 1968          | 1954       | 1962       | Samrealskola 1950–1959, med kommunalt gymnasium från 1954                                                                      |
| Gävle högre allmänna läroverk                                                   | Gävle               | Gävle                 | Gävleborgs län          | 1864          | 1968          | 1907       | 1966       | |
| Gävle kommunala realskola                                                       | Gävle               | Gävle                 | Gävleborgs län          |               |               | 1957 ?     | 1966 ?     | ingick i Borgarskolan, Gävle 1956-1966                                                                                         |
| Göteborgs enskilda gymnasium för blivande präster                               | Göteborg            | Göteborg              | Göteborgs och Bohus län | 1927 ?        | 1968          |            |            | privat |
| Göteborgs högre allmänna läroverk för flickor                                   | Göteborg            | Göteborg              | Göteborgs och Bohus län | 1932          | 1968          | 1933       | 1966       | |
| Göteborgs högre samskola                                                        | Göteborg            | Göteborg              | Göteborgs och Bohus län | 1905          | 1968          | 1959       | 1966       | privat |
| Göteborgs kommunala realskola                                                   | Göteborg            | Göteborg              | Göteborgs och Bohus län |               |               | 1958       | 1965       | fanns 1956[5] |
| Hagfors kommunala realskola och gymnasium                                       | Hagfors             | Hagfors               | Värmlands län           | 1964          | 1968          | 1946       | 1965 ?     | fanns 1946 som kommunal mellanskola[7] och hade kommunalt gymnasium från 1961                                                  |
| Hagsätra läroverk                                                               | Hagsätra            | Stockholm             | Stockholms län          | 1966          | 1968          |            |            | första året annex till Högalids samrealskola                                                                                   |
| Hallsbergs statliga allmänna gymnasium och realskola                            | Hallsberg           | Hallsberg             | Örebro län              | 1960          | 1968          | 1922       | 1967       | var Hallsbergs samrealskola från 1937 med gymnasium från 1957, kommunal mellanskola före dess                                  |
| Hallstahammars kommunala realskola                                              | Hallstahammar       | Hallstahammars kommun | Västmanlands län        |               |               | 1952       | 1960       | Kommunal mellanskola 1952[4]                                                                                                   |
| Hallstaviks samrealskola                                                        | Hallstavik          | Norrtälje             | Stockholms län          |               |               | 1942       | 1965       | Kommunal mellanskola 1941-1948                                                                                                 |
| Halmstads högre allmänna läroverk                                               | Halmstad            | Halmstad              | Hallands län            | 1868          | 1968          | 1907       | 1970       | |
| Hammerdals kommunala realskola                                                  | Hammerdal           | Strömsund             | Jämtlands län           |               |               | 1955       | 1967       | Kommunal mellanskola 1951-1952[4]                                                                                              |
| Haparanda högre allmänna läroverk                                               | Haparanda           | Haparanda kommun      | Norrbottens län         | 1938          | 1968          | 1909       | 1965 ?     | |
| Hedemora högre allmänna läroverk                                                | Hedemora            | Hedemora              | Kopparbergs län         | 1950          | 1968          | 1910 ?     | 1970 ?     | var samrealskola 1927–1955, Kommunal mellanskola 1917–1927, Högre samskola 1907–1917                                           |
| Hemse kommunala realskola                                                       | Hemse               | Gotland               | Gotlands län            |               |               | 1958       | 1971       | fanns 1955[4]- |
| Herrljunga samrealskola                                                         | Herrljunga          | Herrljunga            | Älvsborgs län           |               |               | 1940       | 1968       | Kommunal mellanskola 1939–1946                                                                                                 |
| Hjo samrealskola                                                                | Hjo                 | Hjo                   | Skaraborgs län          |               |               | 1911       | 1964       | var kommunal mellanskola 1912–1948, samskola –1912                                                                             |
| Hofors samrealskola                                                             | Hofors              | Hofors                | Gävleborgs län          |               |               | 1938       | 1969       | var kommunal mellanskola 1938–1946                                                                                             |
| Hotings kommunala realskola                                                     | Hoting              | Strömsund             | Västernorrlands län     |               |               | 1947 ?     | 1968 ?     | Kommunal mellanskola 1946–1952                                                                                                 |
| Huddinge försöksgymnasium                                                       | Huddinge            | Stockholm             | Stockholms län          | 1963          | 1968          |            |            | |
| Hudiksvalls högre allmänna läroverk                                             | Hudiksvall          | Hudiksvall            | Gävleborgs län          | 1871          | 1968          | 1907       | 1964       | |
| Hultsfreds statliga allmänna gymnasium och kommunala realskola                  | Hultsfred           | Hultsfred             | Kalmar län              | 1960          | 1968          | 1947       | 1966 ?     | var 1956–1964 Hultsfreds kommunala realskola med kommunalt gymnasium (från 1957) och 1947–1956 en kommunal mellanskola         |
| Huskvarna försöksgymnasium                                                      | Huskvarna           | Jönköping             | Jönköpings län          | 1964          | 1968          | 1914       | 1961       | (Centralskolan) var samrealskola 1932–1961, kommunal mellanskola 1911–1931                                                     |
| Hvitfeldtska högre allmänna läroverk                                            | Göteborg            | Göteborg              | Göteborgs och Bohus län | 1864          | 1968          | 1936       | 1965       | var före 1941, Göteborgs h.a.l, latinläroverket och Lorensbergs h.a.l.                                                         |
| Hyltebruks samrealskola                                                         | Hyltebruk           | Hylte                 | Jönköpings län          |               |               | 1938       | 1971       | Kommunal mellanskola 1938–1944                                                                                                 |
| Hällefors kommunala realskola                                                   | Hällefors           | Hällefors             | Örebro län              |               |               | 1947 ?     | 1968 ?     | kommunal mellanskola 1946-1952                                                                                                 |
| Hälsingborgs högre allmänna läroverk för flickor                                | Helsingborg         | Helsingborg           | Malmöhus län            | 1932          | 1968          | 1933       | 1967       | från 1964 Olympiaskolan |
| Hälsingborgs högre allmänna läroverk för gossar                                 | Helsingborg         | Helsingborg           | Malmöhus län            | 1867          | 1968          | 1907       | 1967       | från 1964 Nicolaiskolan |
| Ebba Lundbergs högre läroverk för flickor i Hälsingborg                         | Helsingborg         | Helsingborg           | Malmöhus län            | 1911          | 1931          |            |            | Privat. Fortsatte som flickskola till 1968.                                                                                    |
| Härnösands högre allmänna läroverk                                              | Härnösand           | Härnösand             | Västernorrlands län     | 1864          | 1968          | 1907       | 1968       | |
| Hässleholms högre allmänna läroverk                                             | Hässleholm          | Hässleholm            | Kristianstads län       | 1938          | 1968          | 1913       | 1966       | (Linnéskolan) Samrealskola 1928–1942, med kommunalt gymnasium från 1935, kommunal mellanskola 1911–1930                        |
| Högalids samrealskola                                                           | Södermalm           | Stockholm             | Stockholms län          |               |               | 1927       | 1964       | kommunal mellanskola 1923-1948                                                                                                 |
| Höganäs samrealskola                                                            | Höganäs             | Höganäs               | Malmöhus län            |               |               | 1929       | 1970       | kommunal mellanskola 1919-1928                                                                                                 |
| Höglandsskolan                                                                  | Bromma              | Stockholm             | Stockholms län          | 1957          | 1968          |            |            | privat |
| Högsby kommunala realskola                                                      | Högsby              | Högsby kommun         | Kalmar län              |               |               | 1950       | 1967       | kommunal mellanskola 1950-1952                                                                                                 |
| Hörby samrealskola                                                              | Hörby               | Hörby                 | Malmöhus län            |               |               | 1909       | 1970       | Kommunal mellanskola 1913-1933                                                                                                 |
| Höörs samrealskola                                                              | Höör                | Höör                  | Malmöhus län            |               |               | 1914       | 1970       | Kommunal mellanskola 1913-1946                                                                                                 |
| Johannes samrealskola och kommunala gymnasium                                   | Malmö               | Malmö                 | Malmöhus län            | 1959          | 1968          | 1910       | 1965       | 1910–1947 Kommunala Mellanskolan i Malmö, 1958 med kommunalt gymnasium från 1958                                               |
| Jokkmokks kommunala realskola                                                   | Jokkmokk            | Jokkmokk              | Norrbottens län         |               |               | 1953       | 1961       | kommunal mellanskola 1950-1952                                                                                                 |
| Junsele kommunala realskola                                                     | Junsele             | Sollefteå             | Västernorrlands län     |               |               | 1953       | 1967       | |
| Järfälla kommunala realskola                                                    | Jakobsberg          | Järfälla              | Stockholms län          |               |               | 1962       | 1966       | inrättades 1959 |
| Jönköpings högre allmänna läroverk                                              | Jönköping           | Jönköping             | Jönköpings län          | 1864          | 1968          | 1907       | 1969       | |
| Jörns kommunala realskola                                                       | Jörn                | Skellefteå            | Västerbottens län       |               |               | 1957 ?     | 1968 ?     | fanns 1962[5] |
| Kalix samrealskola och försöksgymnasium                                         | Kalix               | Kalix                 | Norrbottens län         | 1958          | 1968          | 1912       | 1956       | 1911–1932 kommunal mellanskola, 1929–1956 Nederkalix samrealskola från 1955 med kommunalt försöksgymnasium                     |
| Kalmar högre allmänna läroverk                                                  | Kalmar              | Kalmar                | Kalmar län              | 1864          | 1968          | 1907       | 1967 ?     | blev Stagneliusskolan |
| Karlsborgs samrealskola                                                         | Karlsborg           | Karlsborgs kommun     | Skaraborgs län          |               |               | 1924 ?     | 1964       | kommunal mellanskola 1923-1946                                                                                                 |
| Karlshamns högre allmänna läroverk                                              | Karlshamn           | Karlshamn             | Blekinge län            | 1946          | 1968          | 1907       | 1968       | var (sam)realskola före 1953, med kommunalt gymnasium från 1944                                                                |
| Karlskoga högre allmänna läroverk                                               | Karlskoga           | Karlskoga             | Örebro län              | 1947          | 1968          | 1911       | 1970       | var samrealskola till 1955, Kommunal mellanskola 1910–1930, med kommunalt gymnasium från 1944                                  |
| Karlskrona högre allmänna läroverk                                              | Karlskrona          | Karlskrona            | Blekinge län            | 1864          | 1968          | 1907       | 1969       | |
| Karlskrona högre läroverk för flickor                                           | Karlskrona          | Karlskrona            | Blekinge län            | 1922          | 1931          |            |            | Karlskrona gymnasium för flickor                                                                                               |
| Karlstads högre allmänna läroverk                                               | Karlstad            | Karlstad              | Värmlands län           | 1864          | 1968          | 1907       | 1966       | |
| Karlstads högre elementarläroverk för flickor/ Kommunala flickskolan i Karlstad | Karlstad            | Karlstad              | Värmlands län           |               |               | 1936       | 1967       | |
| Karolinska högre allmänna läroverk                                              | Örebro              | Örebro                | Örebro län              | 1864          | 1968          | 1907       | 1964       | |
| Katarina realskola                                                              | Södermalm           | Stockholm             | Stockholms län          |               |               | 1907       | 1964       | |
| Katedralskolan i Lund                                                           | Lund                | Lund                  | Malmöhus län            | 1865          | 1968          | 1907       | 1961       | |
| Katrineholms högre allmänna läroverk                                            | Katrineholm         | Katrineholm           | Södermanlands län       | 1949          | 1968          | 1909       | 1965 ?     | 1928–1952 samrealskola, från 1946 med kommunalt gymnasium, 1909–1918 Stora Malms mellanskola. 1918–1928 kommunala mellanskolan |
| Kils kommunala realskola                                                        | Kil                 | Kil                   | Värmlands län           |               |               | 1947 ?     | 1967       | kommunal mellanskola 1947-1952                                                                                                 |
| Kinna samrealskola                                                              | Kinna               | Mark                  | Älvsborgs län           |               |               | 1935       | 1965       | var kommunal mellanskola 1935–1944                                                                                             |
| Kiruna högre allmänna läroverk                                                  | Kiruna              | Kiruna                | Norrbottens län         | 1942          | 1968          | 1935       | 1970       | var kommunal mellanskola till 1935, samrealskola 1932–1955, med kommunalt gymnasium från 1939                                  |
| Kisa kommunala realskola                                                        | Kisa                | Kinda                 | Östergötlands län       |               |               | 1948       | 1968       | kommunal mellanskola 1948-1952                                                                                                 |
| Klippans statliga allmänna gymnasium och realskola                              | Klippan             | Klippan               | Malmöhus län            | 1961          | 1968          | 1918       | 1970       | var kommunal mellanskola 1917–1934, samrealskola 1931–1963 , med kommunalt gymnasium från 1958                                 |
| Kopparbergs samrealskola                                                        | Kopparberg          | Ljusnarsberg          | Örebro län              |               |               | 1928       | 1966       | var kommunal mellanskola 1928–1946                                                                                             |
| Korpilombolo kommunala realskola                                                | Korpilombolo        | Pajala                | Norrbottens län         |               |               | 1955 ?     | 1966 ?     | Fanns 1954 |
| Kramfors statliga allmänna gymnasium och realskola                              | Kramfors            | Kramfors              | Västernorrlands län     | 1961          | 1968          | 1922       | 1970       | var kommunal mellanskola 1922–1934, samrealskola (Gudmundsrå 1950) 1931–1964, med kommunalt gymnasium från 1958                |
| Kristianstads högre allmänna läroverk                                           | Kristianstad        | Kristianstad          | Kristianstads län       | 1864          | 1968          | 1907       | 1971       | |
| Kristinehamns högre allmänna läroverk                                           | Kristinehamn        | Kristinehamn          | Värmlands län           | 1934          | 1968          | 1907       | 1963       | var (sam)realskola |
| Kumla kommunala realskola                                                       | Kumla               | Kumla                 | Örebro län              |               |               | 1951       | 1969       | fanns 1951[4]- |
| Kungshamns kommunala realskola                                                  | Kungshamn           | Sotenäs               | Göteborgs och Bohus län |               |               | 1952 ?     | 1968 ?     | fanns 1950[4]- |
| Kungsholmens högre allmänna läroverk                                            | Kungsholmen         | Stockholm             | Stockholms län          | 1932          | 1968          | 1907       | 1964       | var realskola –1929 |
| Kungsbacka samrealskola                                                         | Kungsbacka          | Kungsbacka            | Hallands län            |               |               | 1926       | 1968       | var kommunal mellanskola till 1944/47                                                                                          |
| Kungälvs högre allmänna läroverk                                                | Kungälv             | Kungälv               | Göteborgs och Bohus län | 1954          | 1968          | 1949       | 1966       | samrealskola till 1956, med kommunalt gymnasium från 1951                                                                      |
| Källängens läroverk                                                             | Malmö               | Malmö                 | Malmöhus län            | 1933          | 1968          | 1933       | 1965       | före 1960 Högre allmänna läroverket för flickor                                                                                |
| Kärrtorps läroverk                                                              | Kärrtorp            | Stockholm             | Stockholms län          | 1959          | 1968          |            |            | |
| Köpings högre allmänna läroverk                                                 | Köping              | Köping                | Västmanlands län        | 1951          | 1968          | 1909       | 1963       | var samskola till 1928, därefter till 1954 samrealskola, med kommunalt gymnasium från 1948                                     |
| Laholms samrealskola                                                            | Laholm              | Laholm                | Hallands län            |               |               | 1918       | 1969       | kommunal mellanskola 1915-1932                                                                                                 |
| Landskrona högre allmänna läroverk                                              | Landskrona          | Landskrona            | Malmöhus län            | 1911          | 1968          | 1907       | 1967 ?     | realskola till 1930 med kommunalt gymnasium från 1908                                                                          |
| Leksands samrealskola                                                           | Leksand             | Leksand               | Kopparbergs län         |               |               | 1919       | 1970 ?     | kommunal mellannskola 1919-1936                                                                                                |
| Lidingö högre allmänna läroverk                                                 | Lidingö             | Lidingö               | Stockholms län          | 1923          | 1968          | 1923       | 1963       | |
| Lidköpings högre allmänna läroverk                                              | Lidköping           | Lidköping             | Skaraborgs län          | 1950          | 1968          | 1907       | 1963       | var samrealskola (1947) |
| Lilla Edets samrealskola                                                        | Lilla Edet          | Lilla Edet            | Älvsborgs län           |               |               | 1923       | 1971       | kommunal mellanskola 1923-1948                                                                                                 |
| Lindesbergs samrealskola och kommunala gymnasium                                | Lindesberg          | Lindesberg            | Örebro län              | 1962          | 1968          | 1910       | 1966       | 1920-1947 kommunal mellanskola, kommunalt gymnasium från 1959                                                                  |
| Linköpings högre allmänna läroverk                                              | Linköping           | Linköping             | Östergötlands län       | 1864          | 1968          | 1907       | 1964 ?     | |
| Ljungby statliga allmänna gymnasium och realskola                               | Ljungby             | Ljungby               | Kronobergs län          | 1961          | 1968          | 1918 ?     | 1970 ?     | kommunal mellanskola 1918–1928, därefter samrealskola till, från 1958 med kommunalt gymnasium                                  |
| Ljusdals statliga allmänna gymnasium och realskola                              | Ljusdal             | Ljusdal               | Gävleborgs län          | 1964          | 1968          | 1914       | 1964       | kommunal mellanskola med kommunalt gymnasium från 1962                                                                         |
| Ludvika högre allmänna läroverk                                                 | Ludvika             | Ludvika               | Kopparbergs län         | 1947 ?        | 1968          | 1914       | 1968 ?     | 1930–1944 samrealskola, kommunal mellanskola före dess                                                                         |
| Luleå högre allmänna läroverk                                                   | Luleå               | Luleå                 | Norrbottens län         | 1867          | 1968          | 1907       | 1968       | |
| Lundby samläroverk med försöksgymnasium                                         | Göteborg            | Göteborg              | Göteborgs och Bohus län | 1960          | 1968          | 1954       | 1960       | 1950–1957 Lundby samrealskola                                                                                                  |
| Lundellska läroverket                                                           | Uppsala             | Uppsala               | Uppsala län             | 1901          | 1968          | 1907 ?     | 1964 ?     | privat till 1960 med namnet Uppsala Enskilda läroverk                                                                          |
| Lunds fullständiga läroverk för flickor                                         | Lund                | Lund                  | Malmöhus län            | 1912          | 1927 ?        |            |            | (Lindebergska skolan) privat,blev 1927 Lunds kommunala flickskola                                                              |
| Lunds privata elementarskola                                                    | Lund                | Lund                  | Malmöhus län            | 1868          | 1968          | 1908       | 1968 ?     | privat |
| Lunds samrealskola                                                              | Lund                | Lund                  | Malmöhus län            |               |               | 1951       | 1962       | var tidigare Lindebergska skolan                                                                                               |
| Lundsbergs skola                                                                | -                   | Storfors              | Värmlands län           | 1908          | 1968          | 1907 ?     | 1969 ?     | privat |
| Lyceum för flickor                                                              | Östermalm           | Stockholm             | Stockholms län          | 1882          | 1968          |            |            | privat |
| Lycksele högre allmänna läroverk                                                | Lycksele            | Lycksele              | Västerbottens län       | 1956          | 1968          | 1933       | 1966       | samrealskola före 1953, kommunal mellanskola före 1947                                                                         |
| Lysekils högre allmänna läroverk                                                | Lysekil             | Lysekil               | Göteborgs och Bohus län | 1954          | 1968          | 1913       | 1971       | Samrealskola 1928–1957 kommunalt gymnasium från 1951                                                                           |
| Lövångers kommunala realskola                                                   | Lövånger            | Skellefteå            | Västerbottens län       |               |               | 1953 ?     | 1966 ?     | fanns 1952[4]- |
| Majornas högre allmänna läroverk                                                | Göteborg            | Göteborg              | Göteborgs och Bohus län | 1941          | 1968          | 1907       | 1965       | Göteborgs Västra realskola 1905–1938                                                                                           |
| Malmbergets högre allmänna läroverk                                             | Malmberget          | Gällivare             | Norrbottens län         | 1950          | 1968          | 1916       | 1968       | var före 1955 (sam)realskola med kommunalt gymnasium från 1947, kommunal mellanskola före 1927/1932                            |
| Malmköpings samrealskola                                                        | Malmköping          | Flen                  | Södermanlands län       |               |               | 1915       | 1970       | kommunal mellanskola 1914-1948                                                                                                 |
| Malmö latinskola                                                                | Malmö               | Malmö                 | Malmöhus län            | 1865          | 1968          | 1907       | 1968       | Malmö högre allmänna läroverk före 1959 ("för gossar" från 1929)                                                               |
| Malungs kommunala realskola                                                     | Malung              | Malung-Sälen          | Kopparbergs län         |               |               | 1950 ?     | 1970       | kommunal mellanskola 1947-1952                                                                                                 |
| Malåträsks kommunala realskola                                                  | Malå                | Malå                  | Västerbottens län       |               |               | 1953 ?     | 1967       | |
| Mariestads högre allmänna läroverk                                              | Mariestad           | Mariestad             | Skaraborgs län          | 1948          | 1968          | 1907       | 1963       | var (sam)realskola före 1954, med kommunalt gymnasium från 1945                                                                |
| Markaryds kommunala realskola                                                   | Markaryd            | Markaryd              | Kronobergs län          |               |               | 1962       | 1968 ?     | fanns 1958[5] |
| Melleruds samrealskola                                                          | Mellerud            | Mellerud              | Älvsborgs län           |               |               | 1928       | 1972       | kommunal mellanskola 1928-1947                                                                                                 |
| Mjölby statliga allmänna gymnasium och realskola                                | Mjölby              | Mjölby                | Östergötlands län       | 1962          | 1968          | 1918       | 1966       | var samrealskola till 1964, från 1959 med kommunalt gymnasium                                                                  |
| Molkoms samrealskola                                                            | Molkom              | Karlstad              | Värmlands län           |               |               | 1939       | 1966       | kommunal mellanskola 1938-1947                                                                                                 |
| Mora högre allmänna läroverk                                                    | Mora                | Mora                  | Kopparbergs län         | 1959          | 1968          | 1914       | 1971       | var samrealskola (1955) |
| Motala högre allmänna läroverk                                                  | Motala              | Motala                | Östergötlands län       | 1923          | 1968          | 1910       | 1968       | var samrealskola med kommunalt gymnasium före 1939                                                                             |
| Munkfors samrealskola                                                           | Munkfors            | Munkfors              | Värmlands län           |               |               | 1933       | 1971       | kommunal mellanskola 1932-1948                                                                                                 |
| Mölndals samrealskola och kommunala gymnasium                                   | Mölndal             | Mölndal               | Göteborgs och Bohus län | 1965          | 1968          | 1928       | 1966       | var före 1945 kommunal mellanskola                                                                                             |
| Mönsterås samrealskola                                                          | Mönsterås           | Mönsterås             | Kalmar län              |               |               | 1913       | 1967       | kommunal mellanskola 1912-1931                                                                                                 |
| Mörby högre allmänna läroverk                                                   | Mörby               | Danderyd              | Stockholms län          | 1958 ?        | 1968          | 1926 ?     | 1965 ?     | var före 1954 Stocksunds samrelaskola därefeter Mörby samrealskola, med kommunalt gymnasium                                    |
| Nacka försöksgymnasium                                                          | Nacka               | Nacka                 | Stockholms län          | 1962          | 1968          |            |            | (Realskolan som upphörde 1959 var praktisk)                                                                                    |
| Nikolai högre allmänna läroverk                                                 | Örebro              | Örebro                | Örebro län              | 1935          | 1968          | 1935       | 1965       | före 1960 Högre allmänna läroverket för flickor                                                                                |
| Nora samrealskola                                                               | Nora                | Nora                  | Örebro län              |               |               | 1921 ?     | 1967 ?     | kommunal mellanskola 1920-1947                                                                                                 |
| Norbergs samrealskola                                                           | Norberg             | Norberg               | Västmanlands län        |               |               | 1938       | 1963       | kommunal mellanskola 1937-1948                                                                                                 |
| Nordmalings samrealskola                                                        | Nordmaling          | Nordmaling            | Västerbottens län       |               |               | 1944       | 1967       | kommunal mellanskola 1944-1950                                                                                                 |
| Norrköpings högre allmänna läroverk                                             | Norrköping          | Norrköping            | Östergötlands län       | 1864          | 1968          | 1907       | 1969       | |
| Norrköpings samrealskola                                                        | Norrköping          | Norrköping            | Östergötlands län       |               |               | 1921       | 1969       | kommunal mellanskola 1921-1950                                                                                                 |
| Norrmalms högre allmänna läroverk för flickor                                   | Norrmalm            | Stockholm             | Stockholms län          | 1932          | 1968          | 1933       | 1964       | Norra flick |
| Norrmalms högre allmänna läroverk för gossar                                    | Norrmalm            | Stockholm             | Stockholms län          | 1880          | 1968          | 1907       | 1964       | före 1939 benämnt Högre latinläroverket å Norrmalm, "Norra latin"                                                              |
| Norrmalms högre realläroverk                                                    | Norrmalm            | Stockholm             | Stockholms län          | 1881          | 1968          | 1907       | 1964       | Norra real |
| Norrtälje samrealskola och kommunala gymnasium                                  | Norrtälje           | Norrtälje             | Stockholms län          | 1962          | 1968          | 1907       | 1967       | samskola före 1928, från 1960 med kommunalt gymnasium                                                                          |
| Norsjö kommunala realskola                                                      | Norsjö              | Norsjö                | Västerbottens län       |               |               | 1950       | 1969       | fanns 1954[4]- |
| Nya elementarskolan                                                             | Stockholm           | Stockholm             | Stockholms län          | 1864          | 1968          | 1932       | 1964       | |
| Nya elementarskolan i Ängby                                                     | Västerort           | Stockholms kommun     | Stockholms län          |               |               | 1947 ?     | 1950       | var samrealskola 1943-1947, gick 1950 samman med Nya elementarskolan                                                           |
| Nya elementarskolan för flickor                                                 | Stockholm           | Stockholm             | Stockholms län          | 1909          | 1968          |            |            | länge privat (Nya elemntarskolan för flickor (Ahlströmska skolan))                                                             |
| Nybro statliga allmänna gymnasium och realskola                                 | Nybro               | Nybro                 | Kalmar län              | 1961 ?        | 1968          | 1913       | 1969 ?     | före 1964 samrealskola med kommunalt gymnasium från 1958, kommunal mellanskola 1912–1930                                       |
| Nyköpings högre allmänna läroverk                                               | Nyköping            | Nyköping              | Södermanlands län       | 1865          | 1968          | 1907       | 1968       | |
| Nynäshamns samrealskola                                                         | Nynäshamn           | Nynäshamn             | Stockholms län          |               |               | 1928       | 1966       | kommunal mellanskola 1927-1948                                                                                                 |
| Nässjö högre allmänna läroverk                                                  | Nässjö              | Nässjö                | Jönköpings län          | 1951          | 1968          | 1909 ?     | 1968       | Samskola till 1915, kommunal mellanskola till 1928 därefter samrealskola till 1955, med kommunalt gymnasium från 1948          |
| Ockelbo kommunala realskola                                                     | Ockelbo             | Ockelbo               | Gävleborgs län          |               |               | 1949       | 1966 ?     | kommunal mellanskola 1949–1951                                                                                                 |
| Olofströms kommunala realskola                                                  | Olofström           | Olofström             | Blekinge län            |               |               | 1950       | 1968 ?     | kommunal mellanskola 1949-1952                                                                                                 |
| Orsa samrealskola                                                               | Orsa                | Orsa                  | Kopparbergs län         |               |               | 1919       | 1971 ?     | kommunal mellanskola 1918-1948                                                                                                 |
| Osby samskola                                                                   | Osby                | Osby                  | Kristianstads län       | 1920          | 1922          | 1910       | 1971       | |
| Oskarshamns högre allmänna läroverk                                             | Oskarshamn          | Oskarshamn            | Kalmar län              | 1955 ?        | 1968          | 1907       | 1970 ?     | var samrealskola före 1956 med kommunalt gymnasium från 1952                                                                   |
| Oskarströms kommunala realskola                                                 | Oskarström          | Halmstad              | Hallands län            |               |               | 1951       | 1970       | kommunal mellanskola 1950-1952                                                                                                 |
| Ovikens kommunala realskola                                                     | Myrviken            | Berg                  | Jämtlands län           |               |               | 1962       | 1972       | inrättad 1 juli 1958 |
| Pajala kommunala realskola                                                      | Pajala              | Pajala                | Norrbottens län         |               |               | 1953       | 1965       | |
| Palmgrenska samskolan                                                           | Stockholm           | Stockholm             | Stockholms län          | 1888          | 1968          | 1908       | 1964 ?     | privat |
| Piteå högre allmänna läroverk                                                   | Piteå               | Piteå                 | Norrbottens län         | 1955          | 1968          | 1911       | 1963       | före 1956 samrealskola, från 1951 med kommunalt gymnasium. var före 1928 samskola                                              |
| Ragunda kommunala realskola                                                     | Hammarstrand        | Ragunda               | Jämtlands län           |               |               | 1954 ?     | 1964       | kommunal mellanskola 1951-1952                                                                                                 |
| Ramsele kommunala realskola                                                     | Ramsele             | Sollefteå             | Västernorrlands län     |               |               | 1955 ?     | 1967 ?     | inrättad 1 juli 1952 |
| Restenässkolan                                                                  | Ljungskile          | Uddevalla             | Göteborgs och Bohus län |               |               | 1951       | 1971       | |
| Robertsfors kommunala realskola                                                 | Robertsfors         | Robertsfors           | Västerbottens län       |               |               | 1952       | 1965       | kommunal mellanskola 1950-1952                                                                                                 |
| Ronneby statliga allmänna gymnasium och realskola                               | Ronneby             | Ronneby               | Blekinge län            | 1961          | 1968          | 1913 ?     | 1969       | var samrealskola till 1964 med kommunalt gymnasium från 1958, kommunal mellanskola från 1911                                   |
| Råneå kommunala realskola                                                       | Råneå               | Luleå                 | Norrbottens län         |               |               | 1945       | 1955       | kommunal mellanskola 1944-1952                                                                                                 |
| Rättviks samrealskola                                                           | Rättvik             | Rättvik               | Kopparbergs län         |               |               | 1937       | 1965       | kommunal mellanskola 1937-1948                                                                                                 |
| Sala högre allmänna läroverk                                                    | Sala                | Sala                  | Västmanlands län        | 1954          | 1968          | 1907       | 1963       | före 1958 samrelaskola med kommunalt gymnasium från 1951, samskola före 1928                                                   |
| Saltsjöbadens samskola                                                          | Saltsjöbaden        | Nacka                 | Stockholms län          | 1919          | 1968          | 1910 ?     | 1967 ?     | privat senare kommunal |
| Sandvikens högre allmänna läroverk                                              | Sandviken           | Sandviken             | Gävleborgs län          | 1953          | 1968          | 1922       | 1967       | 1922–1933 kommunal mellanskola, därefter samrelaskola till 1957 med kommunalt gymnasium från 1950                              |
| Sankt Görans samrealskola                                                       | Kungsholmen         | Stockholm             | Stockholms län          |               |               | 1923       | 1964       | |
| Sankt Petri allmänna läroverk                                                   | Malmö               | Malmö                 | Malmöhus län            | 1956          | 1968          | 1912       | 1965       | före 1958 realskola, med kommunalt gymnasium från 1952                                                                         |
| Sigrid Rudebecks gymnasium                                                      | Göteborg            | Göteborg              | Göteborgs och Bohus län | 1907          | 1968          | 1909       | 1946 ?     | privat, namnet var före 1958 Göteborgs gymnasium för flickor och var till år 1946 förenat med Sigrid Rudebecks skola           |
| Sigtunaskolan                                                                   | Sigtuna             | Sigtuna               | Stockholms län          | 1931          | 1968          | 1928 ?     | 1966       | privat |
| Sigtunastiftelsens Humanistiska Läroverk                                        | Sigtuna             | Sigtuna               | Stockholms län          | 1932          | 1968          | 1930 ?     | 1970 ?     | privat |
| Simrishamns samrealskola                                                        | Simrishamn          | Simrishamn            | Kristianstads län       |               |               | 1922 ?     | 1971       | kommunal mellanskola 1913-1932                                                                                                 |
| Skara högre allmänna läroverk                                                   | Skara               | Skara                 | Skaraborgs län          | 1864          | 1968          | 1907       | 1964       | |
| Skellefteå högre allmänna läroverk                                              | Skellefteå          | Skellefteå            | Västerbottens län       | 1940          | 1968          | 1910       | 1963       | |
| Skoghalls kommunala realskola                                                   | Skoghall            | Hammarö               | Värmlands län           |               |               | 1922       | 1972       | kommunal mellanskola 1922 - 1952                                                                                               |
| Skurups samrealskola                                                            | Skurup              | Skurup                | Malmöhus län            |               |               | 1918       | 1960       | kommunal mellanskola 1917-1934                                                                                                 |
| Skänninge samrealskola                                                          | Skänninge           | Mjölby                | Östergötlands län       |               |               | 1921       | 1967       | kommunal mellanskola 1920-1948                                                                                                 |
| Sköns försöksgymnasium                                                          | Skönsberg           | Sundsvall             | Västernorrlands län     | 1965          | 1968          |            |            | Katrinelunds skola |
| Skövde högre allmänna läroverk                                                  | Skövde              | Skövde                | Skaraborgs län          | 1913          | 1968          | 1907       | 1962       | före 1928 realskola med kommunalt gymnasium                                                                                    |
| Slite samrealskola                                                              | Slite               | Gotland               | Gotlands län            |               |               | 1935       | 1971       | kommunal mellanskola 1935–1951                                                                                                 |
| Slottsstadens läroverk                                                          | Malmö               | Malmö                 | Malmöhus län            | 1957 ?        | 1968          | 1955 ?     | 1965       | var samrealskola med kommunalt gymnasium                                                                                       |
| Smedjebackens samrealskola                                                      | Smedjebacken        | Smedjebacken          | Kopparbergs län         |               |               | 1922       | 1969       | kommunal mellanskola 1921-1959                                                                                                 |
| Smålandsstenars kommunala realskola                                             | Smålandsstenar      | Gislaved              | Jönköpings län          |               |               | 1948       | 1972       | kommunal mellanskola 1947-1952                                                                                                 |
| Sofi Almquists samskola                                                         | Stockholm           | Stockholm             | Stockholms län          | 1906          | 1936          |            |            | privat |
| Solbacka läroverk                                                               | -                   | Flen                  | Södermanlands län       | 1934          | 1968          | 1925       | 1969 ?     | privat |
| Sollefteå högre allmänna läroverk                                               | Sollefteå           | Sollefteå             | Västernorrlands län     | 1948          | 1968          | 1911       | 1967       | före 1945 samrealskola, kommunal mellanskola före 1928/30                                                                      |
| Sollentuna samrealskola och kommunala gymnasium                                 | Sollentuna          | Sollentuna            | Stockholms län          | 1963 ?        | 1968          | 1945 ?     | 1964       | med kommunalt gymnasium från 1960, kommunal mellansskola 1943–1951                                                             |
| Solna högre allmänna läroverk                                                   | Råsunda             | Solna                 | Stockholms län          | 1951          | 1968          | 1923       | 1962       | samrealskola, med kommunalt gymnasium från 1948, kommunal mellanskola 1923-1945                                                |
| Sorsele kommunala realskola                                                     | Sorsele             | Sorsele kommun        | Västerbottens län       |               |               | 1953       | 1967       | kommunal mellanskola 1950-1952                                                                                                 |
| Spånga statliga allmänna gymnasium och realskola                                | Spånga              | Stockholm             | Stockholms län          | 1960          | 1968          | 1932       | 1964       | kommunal mellanskola 1932–1949, därefter samrealskola, med kommunalt gymnasium från 1956                                       |
| Statens aftonskola för real- och studentexamen                                  | Kungsholmen         | Stockholm             | Stockholms län          | 1939 ?        | 1968          | 1939 ?     | 1967       | se Kungholmens högre läroverk                                                                                                  |
| Statens försöksskola                                                            | Linköping           | Linköping             | Östergötlands län       | 1962 ?        | 1968          |            |            | |
| Statens gymnasium för vuxna i Härnösand                                         | Härnösand           | Härnösand             | Västernorrlands län     | 1963          | 1968          |            |            | |
| Statens gymnasium för vuxna i Norrköping                                        | Norrköping          | Norrköping            | Östergötlands län       | 1957 ?        | 1968          | 1962 ?     | 1967 ?     | |
| Statens kompletteringsgymnasium                                                 | Stockholm           | Stockholm             | Stockholms län          | 1955          | 1964          |            |            | |
| Statens normalskola högre allmänna läroverk                                     | Stockholm           | Stockholm             | Stockholms län          | 1947          | 1968          | 1944       | 1964       | |
| Stenungsunds kommunala realskola                                                | Stenungsund         | Stenungsund           | Göteborgs och Bohus län |               |               | 1957       | 1966       | |
| Stockholms Ateneum                                                              | Stockholm           | Stockholm             | Stockholms län          | 1872          | 1880          |            |            | privat |
| Stockholms högre elementarläroverk                                              | Riddarholmen        | Stockholm             | Stockholms län          | 1864          | 1880          |            |            | Stockholms gymnasium |
| Stockholms lyceum                                                               | Stockholm           | Stockholm             | Stockholms län          | 1864          | 1875          |            |            | privat |
| Stockholms musikgymnasium                                                       | Stockholm           | Stockholm             | Stockholms län          | 1963          | 1968          |            |            | i Adolf Fredriks skola före 1984                                                                                               |
| Stockholms samgymnasium                                                         | Stockholm           | Stockholm             | Stockholms län          | 1908          | 1968          | 1914       | 1963       | privat |
| Storumans kommunala realskola                                                   | Storuman            | Storumans kommun      | Västerbottens län       |               |               | 1952       | 1971       | kommunal mellanskola 1951-1952                                                                                                 |
| Storviks samrealskola                                                           | Storvik             | Sandviken             | Gävleborgs län          |               |               | 1924       | 1969       | kommunal mellanskola 1924-1947                                                                                                 |
| Strängnäs högre allmänna läroverk                                               | Strängnäs           | Strängnäs             | Södermanlands län       | 1864          | 1968          | 1907       | 1973       | |
| Ströms statliga allmänna gymnasium och realskola                                | Strömsund           | Strömsund             | Jämtlands län           | 1963          | 1968          | 1919       | 1965       | Samrealskola till 1965, kommunal mellanskola 1917–1927                                                                         |
| Strömsnäsbruks samrealskola                                                     | Strömsnäsbruk       | Markaryd              | Kronobergs län          |               |               | 1924       | 1968       | kommunal mellanskola 1926-1946                                                                                                 |
| Strömstads samrealskola                                                         | Strömstad           | Strömstad             | Göteborgs och Bohus län |               |               | 1910 ??    | 1971       | samskola 1906-1928? |
| Sundbybergs försöksgymnasium                                                    | Centrala Sundbyberg | Sundbyberg            | Stockholms län          | 1963          | 1968          |            |            | Lötskolan |
| Sundbybergs samrealskola                                                        | Centrala Sundbyberg | Sundbyberg            | Stockholms län          |               |               | 1919       | 1962       | |
| Sundsvalls högre allmänna läroverk                                              | Sundsvall           | Sundsvall             | Västernorrlands län     | 1881          | 1968          | 1907       | 1955       | |
| Sundsvalls läroverk för flickor                                                 | Sundsvall           | Sundsvall             | Västernorrlands län     | 1916          | 1931          |            |            | |
| Sunne samrealskola                                                              | Sunne               | Sunne                 | Värmlands län           |               |               | 1922       | 1965       | kommunal mellanskola 1921-1946                                                                                                 |
| Svalövs samrealskola                                                            | Svalöv              | Svalöv                | Malmöhus län            |               |               | 1924       | 1970       | kommunal mellanskola 1923–1946                                                                                                 |
| Svedala samrealskola                                                            | Svedala             | Svedala               | Malmöhus län            |               |               | 1912       | 1955       | kommunal mellanskola 1912–1937                                                                                                 |
| Svegs samrealskola                                                              | Sveg                | Härjedalen            | Jämtlands län           |               |               | 1940       | 1965       | kommunal mellanskola 1939–1946                                                                                                 |
| Svenljunga samrealskola                                                         | Svenljunga          | Svenljunga            | Älvsborgs län           |               |               | 1942       | 1968       | kommunal mellanskola 1942–1948                                                                                                 |
| Säffle samrealskola                                                             | Säffle              | Säffle                | Värmlands län           |               |               | 1914       | 1972       | kommunal mellanskola 1913–1931                                                                                                 |
| Sävsjö kommunala realskola                                                      | Sävsjö              | Sävsjö                | Jönköpings län          |               |               | 1950       | 1971       | kommunal mellanskola 1950–1952                                                                                                 |
| Säters samrealskola                                                             | Säter               | Säter                 | Kopparbergs län         |               |               | 1936       | 1972       | kommunal mellanskola 1936-1948                                                                                                 |
| Söderhamns högre allmänna läroverk                                              | Söderhamn           | Söderhamn             | Gävleborgs län          | 1916          | 1968          | 1908 ?     | 1965 ?     | |
| Söderköpings samrealskola                                                       | Söderköping         | Söderköping           | Östergötlands län       |               |               | 1908       | 1969       | Kommunal mellanskola 1918-1933 privat samskola 1906-1916 lägre allmänt läroverk 1856-1906                                      |
| Södermalms högre allmänna läroverk för flickor                                  | Södermalm           | Stockholm             | Stockholms län          | 1943          | 1968          | 1944       | 1964       | Södra flick |
| Södermalms högre allmänna läroverk för gossar                                   | Södermalm           | Stockholm             | Stockholms län          | 1879          | 1968          | 1907       | 1964       | Södra latin |
| Södermalms högre läroanstalt för flickor                                        | Södermalm           | Stockholm             | Stockholms län          | 1906          | 1942          |            |            | privat |
| Södertälje högre allmänna läroverk                                              | Södertälje          | Södertälje            | Stockholms län          | 1918 ?        | 1968          | 1907 ?     | 1965 ?     | samrealskola med kommunalt gymnasium före 1929, samskola från 1905                                                             |
| Sölvesborgs samrealskola                                                        | Sölvesborg          | Sölvesborg            | Blekinge län            |               |               | 1915       | 1972       | kommunal mellanskola 1919-1933 kommunal samskola 1907-1919                                                                     |
| Tegs kommunala realskola                                                        | Teg                 | Umeå                  | Västerbottens län       |               |               | 1958       | 1962       | inrättades 1955 |
| Tekla Åbergs högre läroverk för flickor                                         | Malmö               | Malmö                 | Malmöhus län            | 1898          | 1940          |            |            | privat |
| Tidaholms samrealskola                                                          | Tidaholm            | Tidaholm              | Skaraborgs län          |               |               | 1920 ?     | 1964       | kommunal mellanskola 1911-1935                                                                                                 |
| Tierps samrealskola                                                             | Tierp               | Tierp                 | Uppsala län             |               |               | 1921       | 1968       | kommunal mellanskola 1920-1947                                                                                                 |
| Timrå samrealskola                                                              | Timrå               | Timrå                 | Västernorrlands län     |               |               | 1941       | 1954       | kommunal mellanskola 1941-1947                                                                                                 |
| Tingsryds kommunala realskola                                                   | Tingsryd            | Tingsryd              | Kronobergs län          |               |               | 1951 ?     | 1971       | kommunal mellanskola 1950-1952                                                                                                 |
| Tomelilla samrealskola                                                          | Tomelilla           | Tomelilla             | Kristianstads län       |               |               | 1921 ?     | 1972       | kommunal mellanskola 1911-1932                                                                                                 |
| Torps kommunala realskola                                                       | Sör-Hångsta         | Ånge                  | Västernorrlands län     |               |               | 1951 ?     | 1966       | kommunal mellanskola 1950-1952                                                                                                 |
| Torsby statliga allmänna gymnasium och realskola                                | Torsby              | Torsby                | Värmlands län           | 1964          | 1968          | 1927       | 1965       | samrealskola före 1964 med kommunalt gymnasium från 1961                                                                       |
| Torsås samrealskola                                                             | Torsås              | Torsås                | Kalmar län              |               |               | 1919       | 1964       | Kommunal mellanskola 1919-1947                                                                                                 |
| Tranås högre allmänna läroverk                                                  | Tranås              | Tranås                | Jönköpings län          | 1952 ?        | 1968          | 1915 ?     | 1970 ?     | Kommunal mellanskola 1914–1929, samrealskola till 1957, med kommunalt gymnasium från 1949                                      |
| Trelleborgs högre allmänna läroverk                                             | Trelleborg          | Trelleborg            | Malmöhus län            | 1948          | 1968          | 1908 ?     | 1966 ?     | samskola 1906–1928, samrealskola till 1953 med kommunalt gymnasium från 1945                                                   |
| Trollhättans högre allmänna läroverk                                            | Trollhättan         | Trollhättan           | Älvsborgs län           | 1954          | 1968          | 1908       | 1966 ?     | samrealskola till 1956 med kommunalt gymnasium från 1951                                                                       |
| Tyska skolan                                                                    | Stockholm           | Stockholm             | Stockholms län          | 1962          | 1968          |            |            | |
| Täby gymnasium                                                                  | Tibble              | Täby                  | Stockholms län          | 1967          | 1968          |            |            | Tibble gymnasieskola |
| Töre kommunala realskola                                                        | Töre                | Kalix                 | Norrbottens län         |               |               | 1956 ?     | 1962 ?     | fanns 1955 men ej 1963 |
| Töreboda samrealskola                                                           | Töreboda            | Töreboda              | Skaraborgs län          |               |               | 1944 ?     | 1966       | Kommunal mellanskola 1943-1948                                                                                                 |
| Uddevalla högre allmänna läroverk                                               | Uddevalla           | Uddevalla             | Älvsborgs län           | 1915          | 1968          | 1907       | 1966       | |
| Ulricehamns samrealskola och kommunala gymnasium                                | Ulricehamn          | Ulricehamn            | Älvsborgs län           | 1962          | 1968          | 1915       | 1973       | kommunal mellanskola 1914–1932, samrealskola med kommunalt gymnasium från 1959                                                 |
| Umeå elementarläroverk för flickor                                              | Umeå                | Umeå                  | Västerbottens län       | 1888          | 1940          |            |            | |
| Umeå högre allmänna läroverk                                                    | Umeå                | Umeå                  | Västerbottens län       | 1865          | 1968          | 1907       | 1963       | |
| Undersåkers samrealskola                                                        | Järpen              | Åre                   | Jämtlands län           |               |               | 1943       | 1967       | Kommunal mellanskola 1943-1949                                                                                                 |
| Uppsala universitets pedagogiska skola                                          | Uppsala             | Uppsala kommun        | Uppsala län             |               |               | 1921       | 1936       | även Pedagogiska skolan i Uppsala                                                                                              |
| Uppsala högre allmänna läroverk                                                 | Uppsala             | Uppsala kommun        | Uppsala län             | 1865          | 1968          | 1907       | 1964       | även Katedralskolan i Uppsala (från 1962)                                                                                      |
| Uppsala högre elementarläroverk för flickor                                     | Uppsala             | Uppsala kommun        | Uppsala län             | 1928          | 1968          |            |            | |
| Vadstena samrealskola                                                           | Vadstena            | Vadstena              | Östergötlands län       |               |               | 1912       | 1969       | samskola 1911-1927 |
| Vaggeryds kommunala realskola                                                   | Vaggeryd            | Vaggeryd              | Jönköpings län          |               |               | 1954 ?     | 1970 ?     | kommunal mellanskola 1950-1952                                                                                                 |
| Valdemarsviks samrealskola                                                      | Valdemarsvik        | Valdemarsvik          | Östergötlands län       |               |               | 1922       | 1969       | kommunal mellanskola 1922-1947                                                                                                 |
| Vansbro kommunala realskola                                                     | Vansbro             | Vansbro               | Kopparbergs län         |               |               | 1952 ?     | 1972 ?     | kommunal mellanskola 1949-1952                                                                                                 |
| Vara samrealskola                                                               | Vara                | Vara                  | Skaraborgs län          |               |               | 1916       | 1972       | kommunal mellanskola 1915-1939                                                                                                 |
| Varbergs högre allmänna läroverk                                                | Varberg             | Varberg               | Hallands län            | 1951          | 1968          | 1907       | 1972 ?     | före 1954 (sam)realskola) med kommunalt gymnasium från 1948                                                                    |
| Vasa högre allmänna läroverk                                                    | Göteborg            | Göteborg              | Göteborgs och Bohus län | 1885          | 1968          | 1907       | 1965       | var Göteborgs högre realläroverk före 1939                                                                                     |
| Vasa realskola                                                                  | Stockholm           | Stockholm             | Stockholms län          |               |               | 1907 ?     | 1964       | Förenat med Vällingby gymnasium 1960–1964. Före 1926 Jacobs realskola                                                          |
| Vaxholms samrealskola                                                           | Vaxholm             | Vaxholm               | Stockholms län          |               |               | 1921       | 1966       | kommunal mellanskola 1920-1932                                                                                                 |
| Vellinge samrealskola                                                           | Vellinge            | Vellinge              | Malmöhus län            |               |               | 1932       | 1970 ?     | kommunal mellanskola 1931–1944                                                                                                 |
| Vetlanda statliga allmänna gymnasium och realskola                              | Vetlanda            | Vetlanda              | Jönköpings län          | 1960          | 1968          | 1912       | 1969       | Samrealskola från 1932, med kommunalt gymnasium från 1957                                                                      |
| Viggbyholmsskolan                                                               | Viggbyholm          | Täby                  | Stockholms län          | 1951          | 1968          | 1961       | 1966       | privat |
| Vilhelmina statliga allmänna gymnasium och realskola                            | Vilhelmina          | Vilhelmina            | Västerbottens län       | 1964          | 1968          | 1941       | 1969 ?     | Samrealskola från 1946, med kommunalt gymnasium från 1961                                                                      |
| Vimmerby samrealskola                                                           | Vimmerby            | Vimmerby              | Kalmar län              |               |               | 1909       | 1969       | samskola 1905-1928 |
| Vindelns kommunala realskola                                                    | Vindeln             | Vindeln               | Västerbottens län       |               |               | 1949       | 1967       | kommunal mellanskola 1949-1952                                                                                                 |
| Virserums kommunala realskola                                                   | Virserum            | Hultsfred             | Kalmar län              |               |               | 1949       | 1971       | kommunal mellanskola 1949-1952                                                                                                 |
| Visby högre allmänna läroverk                                                   | Visby               | Gotland               | Gotlands län            | 1865          | 1968          | 1907       | 1970       | |
| Vällingby läroverk                                                              | Vällingby           | Stockholm             | Stockholms län          | 1963          | 1968          |            |            | |
| Vänersborgs högre allmänna läroverk                                             | Vänersborg          | Vänersborg            | Älvsborgs län           | 1864          | 1968          | 1907       | 1968       | |
| Vännäs samrealskola                                                             | Vännäs              | Vännäs                | Västerbottens län       |               |               | 1941       | 1965       | kommunal mellanskola 1941–1948                                                                                                 |
| Värnamo högre allmänna läroverk                                                 | Värnamo             | Värnamo               | Jönköpings län          | 1956          | 1968          | 1913       | 1971       | samrealskola till 1958 med kommunalt gymnasium från 1953, Kommunal mellanskola 1912–1935                                       |
| Västertorps läroverk                                                            | Västertorp          | Stockholm             | Stockholms län          | 1961          | 1968          |            |            | |
| Västerviks högre allmänna läroverk                                              | Västervik           | Västervik             | Kalmar län              | 1864          | 1968          | 1907       | 1966       | |
| Västerås högre allmänna läroverk                                                | Västerås            | Västerås              | Västmanlands län        | 1866          | 1968          | 1907       | 1963       | |
| Wallin-Åhlinska gymnasiet                                                       | Stockholm           | Stockholm             | Stockholms län          | 1874          | 1968          |            |            | privat var före 1939 Wallinska skolan och Åhlinska skolan                                                                      |
| Whitlockska samskolan                                                           | Stockholm           | Stockholm             | Stockholms län          | 1903          | 1968          | 1965       | 1966       | privat |
| Västra Vingåkers kommunala realskola                                            | Vingåker            | Vingåker              | Södermanlands län       |               |               | 1954 ?     | 1969       | Kommunal mellanskola 1950–1952                                                                                                 |
| Växjö högre allmänna läroverk                                                   | Växjö               | Växjö                 | Kronobergs län          | 1864          | 1968          | 1907       | 1966 ?     | |
| Ystads högre allmänna läroverk                                                  | Ystad               | Ystad                 | Malmöhus län            | 1892          | 1968          | 1907       | 1971       | |
| Ytterlännäs kommunala realskola                                                 | Bollstabruk         | Kramfors              | Västernorrlands län     |               |               | 1953 ?     | 1968 ?     | Kommunal mellanskola 1949–1952                                                                                                 |
| Åmåls högre allmänna läroverk                                                   | Åmål                | Åmål                  | Älvsborgs län           | 1950          | 1968          | 1907       | 1972 ?     | samrealskola (1950) |
| Ånge statliga allmänna gymnasium och realskola                                  | Ånge                | Ånge kommun           | Västernorrlands län     | 1960          | 1968          | 1942       | 1971       | var kommunal mellanskola 1941–1948, samrealskola till 1966 med kommunalt gymnasium från 1957                                   |
| Årjängs samrealskola                                                            | Årjäng              | Årjäng                | Värmlands län           |               |               | 1939       | 1965       | kommunal mellanskola 1938–1948                                                                                                 |
| Åseda kommunala realskola                                                       | Åseda               | Uppvidinge            | Kronobergs län          |               |               | 1950       | 1961       | kommunal mellanskola 1950–1952                                                                                                 |
| Åsele samrealskola                                                              | Åsele               | Åsele                 | Västerbottens län       |               |               | 1942       | 1964       | kommunal mellanskola 1942–1948                                                                                                 |
| Åstorps samrealskola                                                            | Åstorp              | Åstorp                | Kristianstads län       |               |               | 1920       | 1964       | kommunal mellanskola 1919–1932, samskola dessförinnan                                                                          |
| Åtvidabergs samrealskola                                                        | Åtvidaberg          | Åtvidaberg            | Östergötlands län       |               |               | 1918       | 1967       | kommunal mellanskola 1918–1948                                                                                                 |
| Älmhults högre allmänna läroverk                                                | Älmhult             | Älmhult               | Kronobergs län          | 1959          | 1968          | 1927       | 1971       | |
| Älvdalens kommunala realskola                                                   | Älvdalen            | Älvdalen              | Kopparbergs län         |               |               | 1953       | 1968       | kommunal mellanskola 1950–1952                                                                                                 |
| Älvsbyns kommunala realskola                                                    | Älvsbyn             | Älvsbyn               | Norrbottens län         |               |               | 1945       | 1964       | kommunal mellanskola 1944–1952                                                                                                 |
| Ängelholms högre allmänna läroverk                                              | Ängelholm           | Ängelholm             | Kristianstads län       | 1952          | 1968          | 1911       | 1971       | samskola till 1920, därefter till 1955 samrealskola, med kommunalt gymnasium från 1949                                         |
| Öckerö kommunala realskola                                                      | Hönö                | Öckerö                | Göteborgs och Bohus län |               |               | 1960 ?     | 1969       | inrättadd 1959 |
| Örkelljunga samrealskola                                                        | Örkelljunga         | Örkelljunga           | Kristianstads län       |               |               | 1924 ?     | 1967       | kommunal mellanskola 1924–1947                                                                                                 |
| Örnsköldsviks högre allmänna läroverk                                           | Örnsköldsvik        | Örnsköldsvik          | Västernorrlands län     | 1948          | 1968          | 1909       | 1968       | samskola före 1929, samrealskola 1930–1945                                                                                     |
| Östermalms högre allmänna läroverk                                              | Stockholm           | Stockholm             | Stockholms län          | 1906          | 1968          | 1907       | 1964       | Östra real |
| Östersunds högre allmänna läroverk                                              | Östersund           | Östersund             | Jämtlands län           | 1865          | 1968          | 1907       | 1964       | |
| Östhammars samrealskola                                                         | Östhammar           | Östhammar             | Stockholms län          |               |               | 1937       | 1970       | kommunal mellanskola 1936–1951                                                                                                 |
| Östra realskolan och kommunala gymnasiet                                        | Göteborg            | Göteborg              | Göteborgs och Bohus län | 1962          | 1968          | 1907       | 1966       | med kommunalt gymnasium från 1958                                                                                              |
| Överkalix samrealskola                                                          | Överkalix           | Kalix                 | Norrbottens län         |               |               | 1944       | 1963       | kommunal mellanskola 1943–1949                                                                                                 |
| Övertorneå kommunala realskola                                                  | Övertorneå          | Övertorneå            | Norrbottens län         |               |               | 1954 ?     | 1964 ?     | |